# لمور کوتوله لاوواسا
 لمور کوتوله لاوواسا (نام علمی: Cheirogaleus lavasoensis) نام یک گونه از سرده لمور کوتوله است.